# أولي أنديربيرغ
أولي هنريك مارتن أنديربيرغ (13 سبتمبر 1919 - 26 سبتمبر 2003) لاعب مصارعة سويدي شارك في الألعاب الأولمبية الصيفية 1948 و1952 و1956 في مسابقات المصارعة الحرة والمصارعة اليونانية الرومانية وفاز بالميدالية الفضية في وزن الريشة في مصارعة اليونانية الرومانية في عام 1948 وذهبية في الوزن الخفيف في المصارعة الحر عام 1952. بين عامي 1942 و1962 فاز بثلاثة ميداليات عالمية، لقبان أوروبيان و27 لقبًا وطنيًا.
لعب فرانس والد أندربيرغ وشقيقه جونار كرة القدم في الدوري السويدي الممتاز. جرب أولي كرة القدم أيضًا، لكنه كان يتمتع بمسيرة أفضل بكثير في المصارعة، كمنافس ومدرب. عمل مع المنتخبات الوطنية لفنلندا وتركيا وإيران (1957–1960)، وكان معروفًا شخصيًا لمحمد رضا بهلوي.